# Raculova, Bârzula
Raculova (în ucraineană Ракулове, transliterat: Rakulove) este un sat în comuna Pesceana din raionul Bârzula, regiunea Odesa, Ucraina.

## Demografie
Componența lingvistică a localității Raculova
     Ucraineană (98,28%)
     Rusă (1,07%)
     Alte limbi (0,21%)
Conform recensământului din 2001, majoritatea populației localității Raculova era vorbitoare de ucraineană (98,28%), existând în minoritate și vorbitori de rusă (1,07%).